# Асадов, Александр Рафаилович
Аса́дов Алекса́ндр Рафаи́лович (род. 1 мая 1951, Хабаровск) — российский архитектор, член-корреспондент Международной академии архитектуры, советник Российской академии архитектуры и строительных наук.

## Биография
Родился в 1951 году в городе Хабаровске. В 1971—1975 годах учился в Московском архитектурном институте.
С 1975 по 1978 работал в МосжилНИИпроекте. В 1978—1979 годах — в специальном проектном бюро Центрального Военпроекта. В 1979—1983 годах — в управлении «Моспроект-2». В 1983—1988 годах — главный архитектор проектов Курортпроекта ВЦСПС. В 1988 году основал персональную мастерскую «АРТ-XXI» при Союзе архитекторов РСФСР и возглавлял её до 1992 года. В 1992 году — главный архитектор проектов МП «НАСТ». С 1995 года по 2014 год руководил Мастерской № 19 управления «Моспроект-2».
С 2015 года — главный архитектор Института им. Полянского (МАХПИ), генпроектировщика парка Зарядье. С 2018 года — руководитель мастерской архитектурно-градостроительного проектирования ГАУ «Институт Генплана Москвы».

## Достижения
- Лауреат «Премии Москвы» 1997, 2003, 2015 гг.
- Лауреат Золотой медали Российской академии архитектуры и строительных наук. 2000 г., 2003 г.
- Лауреат премии «Золотое сечение». 1999 г., 2001 г., 2003 г.

## Проекты и постройки в Москве
- Реконструкция ряда административных зданий («Трансрейлсервис», офис Центризбиркома, библиотека им. И. С. Тургенева, здание Союза архитекторов России);
- Теннисный центр Olympic star;
- Центр Mercedes-Benz «Авилон»;
- Коттеджные посёлки «Барвиха-2» и «Барвиха-CLUB»;
- Многофункциональное здание в ММДЦ «Москва-Сити»;
- Офисный комплекс с горнолыжным спуском над железнодорожным участком от Белорусского до Савёловского вокзала;
- Застройка площади Тверская застава;
- Многофункциональные комплексы «Новосити» (Новороссийск) и «Метеор»;
- Бизнес-центр «Стоматология»;
- Шведский королевский медицинский центр и др[3].